# Aston Martin Valour
L'Aston Martin Valour est une voiture de sport du constructeur automobile britannique Aston Martin produite à 110 exemplaires à partir de 2023. Elle est basée sur la Vantage.

## Présentation
L'Aston Martin Valour est dévoilée le 11 juillet 2023. Elle est produite à 110 exemplaires, chiffre qui rend hommage aux 110 ans de la marque,. La voiture s'inspire de la Victor pour sa face avant mais également de la DBS GTP Muncher, voiture qui a participé aux 24 Heures du Mans 1977 .

## Caractéristiques techniques

### Motorisation
La Valour reçoit un moteur V12 de 5,2 litres de 715 ch et de 753 Nm de couple, provenant de la DBS Superleggera, accouplé une boîte manuelle à 6 rapports.